# Archeopteryksokształtne
Archeopteryksokształtne (Archaeopterygiformes) – rząd bardzo wczesnych ptaków żyjących w jurze i prawdopodobnie w kredzie. Obejmuje on jednego z najbardziej znanych spośród wymarłych i najwcześniejszego znanego ptaka, archeopteryksa.
Spośród innych wczesnych ptaków wyróżniał je kostny ogon (dzisiejsze ptaki posiadają pygostyl, trójkątne krótkie zakończenie kręgosłupa powstałe ze zrośniętych ostatnich kręgów). U niektórych gatunków występował też posiadający wielką ruchomość drugi palec u kończyny dolnej.

## Systematyka
Rząd ten zawiera jedną tylko rodzinę. O ile rząd ten nie był nigdy zdefiniowany z punktu widzenia filogenetyki, rodzina archeopteryksów doczekała się takowej definicji w 2005 r., kiedy to Paul Sereno określił ją jako zawierającą wszystkie gatunki ptaków bliższe archeopteryksowi niż klad Neornithes, zawierający ptaki współczesne.
Niektórzy naukowcy włączają do omawianego rzędu dromeozaury, zwykle klasyfikowane jako nieptasie dinozaury w rzędzie dinozaury gadziomiedniczne i podrzędzie teropody. Kolejne odkrycia zamiast wyjaśniać czyniły problem coraz bardziej mętnym. Nie można bowiem w obecnej chwili wykluczyć, że welociraptor, jeden z bardziej znanych dinozaurów drapieżnych (choćby za sprawą filmu Park Jurajski), powinien być zaklasyfikowany do ptaków, a nie reszty dinozaurów. Większość badań wskazuje jednak na to, iż dromeozaury jako znacznie bardziej prymitywnie od ptaków (co nie oznacza, iż nie były one świetnie przystosowanymi do życia w swym środowisku stworzeniami) powinny zostać jednak sklasyfikowane poza nimi.
Okazuje się też, że niektóre rodzaje pierwotnie umieszczone w tym rzędzie też musiały zostać z niego usunięte. Przykładem jest protarcheopteryks, obecnie należący do owiraptorozaurów. Także proornis wydaje się nie należeć do archeopteryksokształtnych. Podobnie jinfengopteryksa obecnie zalicza się do troodontów.

## Rodziny
- archeopteryksy
- według niektórych dromeozaury